# Georgi Ivanov (volnostylař)
Georgi Ivanov Ivanov, (* 11. listopad 1989 ve Stare Zagoře, Bulharsko) je bulharský zápasník volnostylař. Zápasení se věnuje od 5 let. Je členem klubu Junak-Lokomotiv Ruse, kde se připravoval pod vedením Ivana Delčeva. Od roku 2007 žije ve Spojených státech, kde dělá asistenta trenéra na Maryville University v St. Louis. V bulharské seniorské reprezentaci se prosazuje od roku 2015 ve velterové váze. V dubnu 2016 se nečekaně kvalifikoval z první světové olympijské kvalifikace v mongolském Ulánbátaru na olympijské hry v Riu.